# الصبي الفارسي
الصبي الفارسي The Persian Boy هي رواية تاريخية لعام 1972 كتبتها ماري رينو.
وكانت تلك الرواية من أكثر الكتب مبيعًا في مجتمع المثليين. وهي تكملة لرواية «نار من الجنة» للكاتبة (1969).
والرواية على لسان باغواس، وهو شاب فارسي ينحدر من عائلة أرستقراطية، أسره أعداء والده وخصوه وباعوه كعبد للملك داريوس الثالث، الذي قربه منه وكان لديه مفضلا.
ثم أصبح عاشقاً وخادماً مخلصاً للإسكندر الأكبر، الذي أطاح بداريوس واستولى على الإمبراطورية الفارسية.
يقدم سرد باغواس وجهة نظر فارسية للغزو ونظرة حميمة على شخصية الفاتح. ومن وجهة نظر رينو، أثر حب الإسكندر لباجواس في رغبته في توحيد الشعبين اليوناني والفارسي. كما تطرح رينو فكرة أن دافع الإسكندر الدؤوب لغزو العالم نابع جزئيًا من علاقته المضطربة مع والدته المسيطرة، ورغبته في «الهروب» من نفوذها من خلال قيادة جيشه نحو الشرق.